# باول جرايتس
باول جرايتس (بالألمانية: Paul Graetz)‏ (و. 1890 – 1937 م) هو مذيع، وممثل أفلام ألماني، ولد في برلين، توفي في هوليوود، عن عمر يناهز 47 عاماً.

## وصلات خارجية
- باول جرايتس على موقع IMDb (الإنجليزية)
- باول جرايتس على موقع ألو سيني (الفرنسية)
- باول جرايتس على موقع ميوزك برينز (الإنجليزية)
- باول جرايتس على موقع أول موفي (الإنجليزية)
- باول جرايتس على موقع قاعدة بيانات الأفلام السويدية (السويدية)
- باول جرايتس على موقع ديسكوغز (الإنجليزية)
- باول جرايتس على موقع قاعدة بيانات الفيلم (الإنجليزية)
- باول جرايتس على موقع كينوبويسك (الروسية)